# スウィフト・008.a
スウィフト・008.a (Swift 008.a) は、アメリカのスウィフト・エンジニアリングによって設計、開発、製造されたフォーミュラ・アトランティックシリーズ用のフォーミュラカー。 自然吸気1.6 L (98 cu in) トヨタ・4A-GE直列4気筒エンジン、240 hp (180 kW)をミッドシップに搭載している。ヒューランド製の5速シーケンシャルギアボックスを採用している。

## 参照
1. ↑  “Swift 008.a”. 2023年4月10日閲覧。
2. ↑  “Swift 08 / 14 Formula Atlantic”. racecarsdirect.com. 2023年4月10日閲覧。
3. ↑  Armanios, Erian; Reeder, James (2004-10-20). American Society for Composites / American Society for Testing And Materials Committee D30: Nineteenth Technical Conference. DEStech Publications, Inc. ISBN 9781932078442 2023年4月10日閲覧。